# Свидание (фильм, 1969)
«Свидание» (другое название «Назначение», англ. The Appointment) — американская драма режиссёра Сидни Люмета по рассказу Антонио Леонвиолы. Премьера фильма состоялась в мае 1969 года в рамках Каннского кинофестиваля.

## Сюжет
Адвокат Федерико Фенди подозревает, что у его жены Карлы есть сторонний приработок в качестве высокооплачиваемой проститутки. Его попытки поймать её с поличным заканчиваются трагически.

## В ролях
- Омар Шариф — Федерико Фенди
- Анук Эме — Карла
- Диди Перего — Нэнни
- Фаусто Тоцци — Ренцо
- Джиджи Пройетти — Фабрэ
- Паола Барбара — мать
- Инна Алексеевна — пожилая пассажирка поезда
- Эннио Бальбо — Уго Перино
- Даниела Кальвино
- Эрмелинда Де Феличе — жена торговца рыбой
- Анджело Инфанти — Антонио
- Серена Микелотти — Лючия
- Моника Пардо — Ольгина
- Родольфо Валадье
- Лотте Ленья — Эмма Валадье
- Сандро Дори — портной
- Сайрус Елиас
- Габриелла Гримальди — Анна
- Изабелла Гуидотти — секретарь Перино
- Мария Грация Марескалки — мадам Дельфини
- Нерина Монтаньяни
- Германа Паольери

## Съёмочная группа
- Режиссёр-постановщик: Сидни Люмет
- Сценарист: Джеймс Солтер
- Продюсер: Мартин Полл
- Композитор: Джон Барри
- Оператор-постановщик: Карло Ди Пальма
- Монтажёр: Тельма Коннелл
- Художник-постановщик: Пьеро Герарди
- Художник по костюмам: Пьеро Герарди
- Гримёр: Отелло Фава
- Звукорежиссёр: Майкл Харт

## Номинации
1969 — Каннский кинофестиваль: номинация на «Золотую пальмовую ветвь» — Сидни Люмет